# Aphthonocosma
Aphthonocosma là một chi bướm đêm thuộc phân họ Tortricinae của họ Tortricidae.

## Các loài
- Aphthonocosma plutarcha Diakonoff, 1953